# Tantilla tecta
Tantilla tecta là một loài rắn trong họ Rắn nước. Loài này được Campbell & Smith miêu tả khoa học đầu tiên năm 1997.